# Ramlösa landsfiskalsdistrikt
Ramlösa landsfiskalsdistrikt var 1918-1941 ett landsfiskalsdistrikt i Malmöhus län, bildat när Sveriges indelning i landsfiskalsdistrikt trädde i kraft den 1 januari 1918, enligt beslut den 7 september 1917. Landsfiskalsdistriktet avskaffades den 1 oktober 1941 (genom kungörelsen 28 juni 1941) när Sverige fick en ny indelning av landsfiskalsdistrikt. Av dess ingående områden överfördes Allerums landskommun till Kattarps landsfiskalsdistrikt och kommunerna Bårslöv, Fjärestad, Frillestad, Kropp, Kvistofta, Mörarp och Välluv till det nybildade Mörarps landsfiskalsdistrikt.
Landsfiskalsdistriktet låg under länsstyrelsen i Malmöhus län.

## Ingående områden
1 januari 1927 (enligt beslut den 3 december 1926) överfördes den del av Kvistofta landskommun som låg i Rönnebergs härad till Luggude härad och landskommunen blev därefter odelad. Samma överföring skedde i landsfiskalsdistriktet, och den del av Kvistofta landskommun som låg i Rönnebergs landsfiskalsdistrikt överfördes till Ramlösa landsfiskalsdistrikt.

### Från 1918
Luggude härad:
- Allerums landskommun
- Bårslövs landskommun
- Fjärestads landskommun
- Frillestads landskommun
- Kropps landskommun
- Del av Kvistofta landskommun: Den del av kommunen som låg i Luggude härad.[2]
- Mörarps landskommun
- Välluvs landskommun

### Från 1927
Luggude härad:
- Allerums landskommun
- Bårslövs landskommun
- Fjärestads landskommun
- Frillestads landskommun
- Kropps landskommun
- Kvistofta landskommun
- Mörarps landskommun
- Välluvs landskommun